# Jack Della Maddalena
Giacomo "Jack" Della Maddalena (ur. 10 września 1996 w Perth)  - australijski zawodnik mieszanych sztuk walki (MMA) walczący w kategorii półśredniej. Aktualnie związany z UFC, gdzie od 11 maja 2025 roku jest mistrzem w dywizji półśredniej. 

## Wczesne życie
Giacomo Della Maddalenaurodził się w Perth, w rodzinie pochodzenia australijsko-włoskiego, pochodzącej od jego dziadka urodzonego na Sardynii. Zaczął grać w rugby w wieku ośmiu lat, uprawiając ten sport od szóstej do dwunastej klasy jego nauki. Pod wpływem swojego starszego brata Josha, w wieku czternastu lat dołączył do klubu bokserskiego, z zamiarem poprawy swojej kondycji na sezon rugby. Po pewnym czasie zakochał się w tym sporcie. Po zakończeniu kariery w rugby rozpoczął treningi mieszanych sztuk walki.
Della Maddalena uczęszczał do St. Kevin's College w Melbourne, Victoria i Aquinas College w Perth w Zachodniej Australii.

## Osiągnięcia

### Mieszane sztuki walki
- Reign Fighting
  - 2017: Mistrz Reign Fighting w wadze półśredniej
- Eternal MMA
  - 2018-2020: Mistrz Eternal MMA w wadze półśredniej
- Ultimate Fighting Championship
  - 2025-nadal: Mistrz UFC w wadze półśredniej
- ESPN
  - 2022: Debiutant roku UFC[11]
- Cageside Press
  - 2022: Nowicjusz roku[12]

## Lista zawodowych walk w MMA
| Wynik     | Bilans | Przeciwnik (bilans przed walką) | Rozstrzygnięcie                | Runda | Czas | Rozgrywki                                | Data       | Miejsce   | Uwagi                                                                                |
| --------- | ------ | ------------------------------- | ------------------------------ | ----- | ---- | ---------------------------------------- | ---------- | --------- | ------------------------------------------------------------------------------------ |
| Wygrana   | 18-2   | Belal Muhammad (22-4. 1 NC)     | Decyzja (jednogłośna)          | 5     | 5:00 | UFC 315                                  | 10.05.2025 | Montreal  | Zdobył pas mistrzowski UFC w wadze półśredniej. Main Event. Bonus za walkę wieczoru. |
| Wygrana   | 17-2   | Gilbert Burns (22-6)            | KO (kolano w stójce)           | 3     | 3:43 | UFC 299                                  | 09.03.2024 | Miami     |                                                                                      |
| Wygrana   | 16-2   | Kevin Holland (25-9)            | Decyzja (niejednogłośna)       | 3     | 5:00 | UFC Fight Night: Grasso vs. Shevchenko 2 | 16.09.2023 | Las Vegas | Co-Main Event                                                                        |
| Wygrana   | 15-2   | Bassil Hafez (8-3-1)            | Decyzja (niejednogłośna)       | 3     | 5:00 | UFC Fight Night: Holm vs. Bueno Silva    | 15.07.2023 | Las Vegas | Bonus za walkę wieczoru. Co-Main Event                                               |
| Wygrana   | 14-2   | Randy Brown (16-4)              | Poddanie (duszenie zza pleców) | 1     | 2:13 | UFC 284                                  | 12.02.2023 | Perth     | Bonus za występ wieczoru                                                             |
| Wygrana   | 13-2   | Danny Roberts (18-6)            | TKO (ciosy pięściami)          | 1     | 3:24 | UFC Fight Night: Nzechukwu vs. Cuțelaba  | 19.11.2022 | Las Vegas | Bonus za występ wieczoru                                                             |
| Wygrana   | 12-2   | Ramazan Emiejew (20-5)          | TKO (ciosy pięściami)          | 1     | 2:32 | UFC 275                                  | 11.06.2022 | Kallang   | Bonus za występ wieczoru                                                             |
| Wygrana   | 11-2   | Pete Rodriguez (4-0)            | TKO (ciosy pięściami)          | 1     | 2:59 | UFC 270                                  | 22.01.2022 | Anaheim   | Debiut w UFC                                                                         |
| Wygrana   | 10-2   | Ange Loosa (9-2)                | Decyzja (jednogłośna)          | 3     | 5:00 | Dana White's Contender Series 39         | 14.09.2021 | Las Vegas | Pojedynek o kontrakt z UFC                                                           |
| Wygrana   | 9-2    | Aldin Bates (6-2)               | KO (cios pięścią)              | 1     | 1:12 | Eternal MMA 53                           | 10.10.2020 | Perth     | Obronił pas mistrzowski Eternal MMA w wadze półśredniej                              |
| Wygrana   | 8-2    | Glen Pettigrew (7-2)            | TKO (ciosy pięściami)          | 2     | 1:55 | Eternal MMA 51                           | 29.02.2020 | Perth     | Obronił pas mistrzowski Eternal MMA w wadze półśredniej                              |
| Wygrana   | 7-2    | Kevin Jousset (2-0)             | TKO (przerwanie przez lekarza) | 2     | 5:00 | Eternal MMA 48                           | 04.10.2019 | Melbourne | Obronił pas mistrzowski Eternal MMA w wadze półśredniej                              |
| Wygrana   | 6-2    | Dean Abramo (4-0)               | TKO (ciosy pięściami)          | 1     | 2:27 | Eternal MMA 37                           | 22.09.2018 | Perth     | Obronił pas mistrzowski Eternal MMA w wadze półśredniej                              |
| Wygrana   | 5-2    | Luke Howard (4-2)               | KO (cios pięścią)              | 2     | 0:28 | Eternal MMA 31                           | 10.03.2018 | Perth     | Zdobył pas mistrzowski Eternal MMA w wadze półśredniej                               |
| Wygrana   | 4-2    | James Duckett (3-1)             | Poddanie (duszenie zza pleców) | 2     | 3:44 | Cage Warriors 88                         | 28.10.2017 | Liverpool |                                                                                      |
| Wygrana   | 3-2    | Ty Duncan (3-2)                 | TKO (ciosy pięściami)          | 2     | 0:19 | Eternal MMA 26                           | 08.07.2017 | Southport |                                                                                      |
| Wygrana   | 2-2    | Glen Pettigrew (3-1)            | TKO (ciosy pięściami)          | 1     | 3:26 | Reign Fighting 3                         | 08.03.2017 | Mansfield | Zdobył pas mistrzowski Reign Fighting w wadze półśredniej                            |
| Wygrana   | 1-2    | Brandt Cogill (1-0)             | TKO (ciosy pięściami)          | 1     | 1:57 | Eternal MMA 20                           | 15.10.2016 | Southport |                                                                                      |
| Przegrana | 0-2    | Darcy Vendy (0-1)               | Poddanie (duszenie zza pleców) | 1     | 4:11 | Eternal MMA 17                           | 28.05.2016 | Nerang    |                                                                                      |
| Przegrana | 0-1    | Aldin Bates (2-0)               | TKO (ciosy pięściami)          | 3     | 2:16 | Eternal MMA 15                           | 12.03.2016 | Perth     | Debiut w zawodowym MMA                                                               |